# Martin Kovář
Martin Kovář (* 6. listopadu 1965 Jičín) je český historik a publicista. Dříve pracoval v Ústavu světových dějin Filozofické fakulty Univerzity Karlovy v Praze a vykonával i funkci prorektora této univerzity. Z univerzity a tamních akademických funkcí odešel poté, co byl na konci roku 2018 obviněn a následně také usvědčen z plagiátorství. Poté začal pracovat jako komentátor portálu Info.cz a na Rádiu Z, současně působí jako zástupce vedoucího Katedry hospodářských dějin na Vysoké škole ekonomické v Praze.

## Život
Martin Kovář se narodil 6. listopadu 1965 v Jičíně. Je absolventem Lepařova gymnázia tamtéž (1984). Poté, v letech 1984–1989, vystudoval Filozofickou fakultu Univerzity Karlovy v Praze, obory bohemistika a historie. V roce 1990 tam složil rigorózní zkoušku (PhDr.) a v letech 1998–2001 absolvoval doktorské studium (Ph.D.). V letech 1990–1993 působil jako středoškolský učitel na Gymnáziu a Střední pedagogické škole v Nové Pace. Poté nastoupil jako odborný asistent na Katedře hospodářských dějin Národohospodářské fakulty Vysoké školy ekonomické v Praze. V letech 1995–2002 byl odborným asistentem Ústavu světových dějin FF UK v Praze. V roce 2002 se na této fakultě habilitoval a stal se ředitelem Ústavu světových dějin, jímž byl až do srpna 2017. V roce 2005 kandidoval na funkci děkana Filozofické fakulty Univerzity Karlovy; ve volbách nejtěsnějším rozdílem zvítězil Michal Stehlík. V únoru 2014 jej rektor Univerzity Karlovy v Praze Tomáš Zima jmenoval prorektorem Univerzity Karlovy pro vnější vztahy.
Působil v redakčních, edičních či vědeckých radách časopisů Historický obzor, Prague Papers on the History of International Relations, Český časopis historický a Dvacáté století – The Twentieth Century.
Vedle toho absolvoval také velké množství studijních a přednáškových pobytů na zahraničních univerzitách, například ve Velké Británii, Německu, Rakousku, Polsku a Itálii. V roce 2013 byl jmenován profesorem světových a obecných dějin.
Věnuje se především politickým, hospodářským, sociálním a kulturním dějinám Anglie (Velké Británie) a jejího impéria v 16.–21. století, politickým a kulturním dějinám Evropy ve 20. století, dějinám evropské integrace a transatlantickým vztahům ve 20. století. V roce 2012 získal společně s prof. Miroslavem Bártou Cenu rektora Univerzity Karlovy v Praze za tvůrčí počin roku za knihu Kolaps a regenerace. Cesty civilizací a kultur. Minulost, současnost a budoucnost komplexních společností.

## Plagiátorství
V roce 2018 obvinili tři doktorandi na Filozofické fakultě UK profesora Kováře z plagiátorství. Podle jejich analýzy nepřípustným způsobem využil knihu britského historika Barryho Cowarda The Stuart Age: A History of England 1603–1714 ve svých pracích Anglie posledních Stuartovců 1658–1714 z roku 1998 a Stuartovská Anglie (Stát a společnost v letech 1603–1689) z roku 2001. Na dotaz novinářů Martin Kovář zprvu uvedl „Rozhodně odmítám, že bych se dopustil plagiátorství“ a sdělil, že připravuje rozbor stížnosti studentů. Za několik dní však oznámil odchod z univerzity a rezignaci na tamní akademické funkce. V habilitační práci měl podle tvrzení studentů Martin Kovář vycházet z monografie britského historika Jeremy Blacka Britain in the Age of Walpole, aniž by ji uvedl jako zdroj.
Etická komise Filozofické fakulty Univerzity Karlovy podezření z plagiátorství označila za „důvodné“ s tím, že Martin Kovář by se k němu měl do 3. ledna 2019 vyjádřit. Rektor Univerzity Karlovy Tomáš Zima se k obvinění jako biochemik odmítl vyjádřit a uvedl, že nevěří, že obvinění nemá osobní podtext: „Všichni vždycky říkají, že jde o pravdu a že to není osobní a bez emocí. Tomu nikdy nevěřím.“
Koncem ledna 2019 rektor Zima informoval etickou komisi, že s ohledem „na nutnost objektivního prošetření“ oslovil dva historiky, Roberta Kvačka a Jaroslava Pánka. Jimi vypracované posudky, v nichž se tvrdí, že se Kovář plagiátorství nedopustil (jedná se prý o „interpretační přiblížení“), byly zveřejněny. Etická komise FF UK uvedla, že jako orgán samosprávy je „plně kvalifikovaná případ posoudit samostatně, bez vnějších zásahů ze strany rektorátu“ a že posouzení plagiátorství „není zpravidla expertní záležitostí, ale schopností, kterou by měli disponovat všichni akademičtí zaměstnanci Univerzity Karlovy, chtějí-li samostatně publikovat“. Zveřejnění posudků etická komise označila „za velmi nestandardní a neprospívající řádnému vyšetření celé kauzy“ a uvedla, že rektorem zadané posudky nebyly zadány „způsobem, v němž bude zajištěno, že dotyční posuzovatelé nejsou odborně či osobně nijak spojeni s osobou toho, vůči němuž jí byl podán příslušný podnět.“ Více než 60 českých historiků ve společném prohlášení zveřejněné posudky označilo za problematické s tím, že představují takovou relativizaci hodnotících kritérií, která může mít "pro historickou vědu v našem prostředí devastující účinky".
Sám Kovář se ke kauze podrobně vyjádřil 27. ledna 2019. Na 20 stranách rozebírá jednotlivé aspekty celé kauzy, srovnává texty a citační aparát a nakonec dochází k tomuto závěru: „Vznesené nařčení z plagiátorství nicméně zásadně odmítám. V žádném z daných případů nebylo mým záměrem prezentovat cizí obsahové sdělení jako sdělení vlastní. Inspirace některými klíčovými díly anglicky psané odborné literatury (kterou navíc ve všech případech ve svých knihách uvádím a opakovaně z nich cituji a odkazuji na ně) je něco jiného než zásadní porušení etických pravidel, než plagiát. (...) Tvrzení, že moje údajné plagiátorství bylo na FF UK dlouhá léta „veřejným tajemstvím“, a způsob, kterým i ve veřejném prostoru jeho autoři postupovali vůči mé osobě, zcela nepochybně vytvořil vůči mé osobě atmosféru negativní předpojatosti, apriorního odsudku mé literární práce, dlouholeté práce akademické a dokonce i mé osoby a vedl k mé dehonestaci v médiích, a to i na základě několika dalších již zmíněných prokazatelně lživých tvrzení doktorandů Crháka, Jandáka a Konečného, například toho, že jsem v seznamu literatury své knihy Stuartovská Anglie (Praha 2001) neuvedl Cowardovu knihu The Stuart Age, což bez dalšího ověření skandálně převzala některá média (například Respekt).“
Etická komise fakulty se na svém jednání 13. února 2019 usnesla, že „vznesené podezření z plagiátorství je oprávněné“. Rozhodnutí učinila kromě vlastních lingvistických a translatologických analýz na základě posudků čtyř zahraničních historiků a lingvistů. Komise, vzhledem ke skutečnosti, že projednávané práce „byly podkladem pro habilitační a jmenovací řízení”, rovněž vyslovila názor, že tituly docent a profesor získal Martin Kovář neoprávněně. Předseda Etické komise Marc Niubo označil skutečnost, že k opisování mělo docházet po dobu 20 let, za „šokující”. Tento závěr potvrdila dne 22. února 2019 i Etická komise Univerzity Karlovy, která shledala „naplnění znaků plagiátorství v širším smyslu slova“.

### Druhý podnět
Druhý podnět k Etické komisi FF UK podal 29. ledna 2019 historik Daniel Srch. Týkal se Kovářova článku "The British Union of Fascists and British Society in the 1930s" z roku 2005 (publikován v roce 2006 ve fakultním periodiku Prague Papers on the History of International Relations), který měl podle autora z velké části vycházet z jedné z kapitol knihy Richarda Thurlowa Fascism in Britain: A History 1918–1985 (konkrétně z kapitoly The British Union of Fascists and British Society 1932–1939) z roku 1987, aniž by Kovář zdroj citoval. Závěry šetření tohoto podnětu Etická komise FF UK nejprve představila na březnovém akademickém senátu a zpřístupnila pouze interně. Akademický senát FF UK vyzval 13. června 2019 děkana fakulty, aby byla závěrečná zpráva zveřejněna. Komise závěrečnou zprávu v anonymizovaném znění zveřejnila 27. června 2019 na stránkách fakulty. Na základě vlastních analýz a posudku zahraničního experta dospěla k „jednoznačnému a jednomyslnému závěru, že byla porušena etika vědecké práce a došlo k plagiování cizího textu. Bylo zjištěno přebírání celé výkladové struktury, jednotlivých argumentů, poznámek, citovaných pramenů a literatury, i jazykové výstavby textu”.

### Kontroverze
V době, kdy etické komise na úrovni Filozofické fakulty a Univerzity Karlovy šetřily podezření na Kovářovo plagiátorství, rektor Zima informoval, že s ohledem „na nutnost objektivního prošetření“ oslovil dva historiky, Roberta Kvačka a Jaroslava Pánka, aby pro něj vypracovali vlastní posudky k celé kauze. Jimi vypracované posudky, v nichž se tvrdí, že se Kovář plagiátorství nedopustil (jednalo se z jejich pohledu o „interpretační přiblížení“ a "volnou vazbu na literaturu"), byly zveřejněny v médiích ještě před rozhodnutím komisí. Jako první o posudcích informoval portál Info.cz , který na obranu Kováře později publikoval ještě několik textů. Více než 60 českých historiků ve společném prohlášení posudky označilo za problematické s tím, že představují takovou relativizaci hodnotících kritérií etiky vědecké práce, která může mít "pro historickou vědu v našem prostředí devastující účinky". Za neadekvátní také považovali snahu rektora pomocí posudků zasahovat do nezávislého rozhodování komisí. V médiích se navíc objevila tvrzení ohledně blízkého přátelského vztahu mezi oběma profesory a Martinem Kovářem. O svém kladném vztahu ke Kvačkovi - svému učiteli a příteli, se sám Kovář rozepsal při příležitosti jeho životního jubilea v roce 2012. Prof. Pánek po rozhodnutí etických komisí rezignoval na své členství ve vědecké radě Filozofické fakulty Univerzity Karlovy.
Do funkce prorektora pro vnější vztahy byl po Kovářovi zvolen prof. Miroslav Bárta, který patřil k blízkým Kovářovým spolupracovníkům. Společně také vydali několik publikací.
V srpnu 2019 přišel Deník N se zjištěním, že Kovář stále na Univerzitě Karlově pracuje. Potvrdil to tiskový mluvčí univerzity s tím, že Kovář bude do konce roku radit s koncepcí UK a poskytovat konzultace kancléři univerzity.
Přestože etické komise Filozofické fakulty a Univerzity Karlovy označily podněty ohledně Kovářova plagiátorství za relevantní, rektor Zima se v květnu 2019 v rozhovoru pro Info.cz vyjádřil, že "pokud jde o případ profesora Kováře, vnímám to tak, že měl tehdy lépe citovat." O měsíc později začal Kovář na internetovém portálu Info.cz, který se ho během kauzy zastával, působit jako komentátor. Od února 2020 začal Kovář pracovat také pro další médium vlastněné Danielem Křetínským - Rádio Z. V talkshow Interview Martina Kováře vystoupili například Jiří Padevět, Mojmír Hampl či Dana Drábová. Publicista Ondřej Slačálek upozornil v jednom ze svých textů na skutečnost, že přestože se Kovář dopustil podvodu, stále je ve společnosti jeho plagiátorství přehlíženo a některými společenskými elitami a politiky dokonce tolerováno.
Kovář působí na Vysoké škole ekonomické v Praze na pozici zástupce vedoucího Katedry hospodářských dějin, a to i přesto, že rektorka VŠE byla po rozhodnutí komisí UK nakloněna Kovářově odchodu z této univerzity. Ačkoli podle etických komisí Kovář své tituly získal neoprávněně, nadále vyučuje na veřejné vysoké škole, vede závěrečné práce a svými publikacemi označenými za plagiáty nadále garantuje odbornou úroveň svého pracoviště. Na to upozornil také novinář Petr Zídek v textu "VŠE, plagiátorův azyl".

### Projednávání kauzy na VŠE
Etická komise Národohospodářské fakulty Vysoké školy ekonomická dospěla 6. května 2020 k závěru, že Martin Kovář se plagiátorství nedopustil, a uvedla, že "etická pravidla jsou dynamická, vyvíjejí se v čase a v žádném případě je nelze aplikovat zpětně". Předseda etické komise Miroslav Ševčík uvedl: "neodborný postup Etické komise FF UK se dá ve svých důsledcích srovnávat s tím, co dělaly v rámci politických procesů v 50. letech různé likvidační komise, a zvláště se dá srovnat s prací prověrkových komisí v komunistické éře 70. let". Děkan FF UK Michal Pullmann uvedl, že tyto výroky pokládá za urážlivé a že FF UK zváží další právní kroky. Podobně ostré stanovisko k jednání Etické komise Národohospodářské fakulty Vysoké školy ekonomické sdílí i Akademický senát Filozofické fakulty Univerzity Karlovy. Po dvou týdnech bez veřejné odezvy ze strany Národohospodářské fakulty Vysoké školy ekonomické adresoval děkan Filozofické fakulty Univerzity Karlovy děkanovi Národohospodářské fakulty Vysoké školy ekonomické otevřený dopis, ve kterém ostře kritizuje počínání Etické komise Národohospodářské fakulty Vysoké školy ekonomické a ve kterém žádá o zjednání nápravy a veřejné vyjádření.
Podobně kriticky reagoval i proděkan FF UK Daniel Soukup, který se v jednom z rozhovorů vyjádřil, že VŠE si před veřejností potřebuje "ospravedlnit, že usvědčený plagiátor učí na jejich fakultě. Akademický senát UK na červnovém zasedání odhlasoval, že stojí za závěry Etické komise UK i Etické komise FF UK, které uznaly Martina Kováře za plagiátora.

## Publikace
- Anglie posledních Stuartovců 1658–1714. Praha : Nakladatelství Karolinum, 1998. 272 s. ISBN 80-7184-671-6.
- Stuartovská Anglie. Stát a společnost v letech 1603–1689. Praha : Libri, 2001. 360 s. ISBN 80-7277-059-4.
- Velká Británie v éře Roberta Walpola. K vývoji britského státu a britské společnosti v první polovině 18. století. Praha : ISV, 2004. 272 s. ISBN 80-86642-23-2.
- Město a hry : příběh londýnských olympiád. Praha : Univerzita Karlova v Praze, Filozofická fakulta ; Togga, 2012. 518 s. ISBN 978-80-7308-396-0.
- Londýn, kulturně-historický průvodce. Praha : Academia, 2011. 520 s. ISBN 978-80-200-2008-6.
- Ve spolupráci s egyptologem Miroslavem Bártou a kolektivem autorů: Kolaps a regenerace: Cesty civilizací a kultur. Praha : Academia 2011. 816 s. ISBN 978-80-200-2036-9.
- Ve spolupráci s egyptologem Miroslavem Bártou a kolektivem autorů: Civilizace a dějiny. Historie světa pohledem dvaceti českých vědců. Praha : Academia 2013. 556 s. ISBN 978-80-200-2301-8.
- Ve spolupráci s egyptologem Miroslavem Bártou a kolektivem autorů: Lidé a dějiny: K roli osobnosti v historii v multidisciplinární perspektivě. Praha : Academia 2017. 864 s. ISBN 978-80-200-2716-0.